# Economato eclesiástico
Se da el nombre de economatos eclesiásticos a los productos de las rentas de los curatos durante su vacante así como se llaman ecónomos a los sacerdotes católicos que los sirven durante esta.
Por real orden de 29 de agosto de 1798, se mandó en España pasar a la caja de amortizacion en calidad de depósito, los fondos de los economatos, con obligación de devolverlos religiosamente a los beneficiados cuando entraran en posesión de los beneficios eclesiásticos, con el abono de un tres por ciento por todo el tiempo que permanecieran en la caja. Fue poco pingüe este arbitrio al erario, a quien causaba el desembolso de un tres por ciento que le ocasionaba. 